# Gregory Pardlo
Gregory Pardlo (Filadelfia, 24 novembre 1968) è un poeta e traduttore statunitense.

## Biografia
Nato a Filadelfia, Gregory Pardlo ha studiato letteratura inglese alla Rutgers University-Camden e ha proseguito gli studi ottenendo due lauree magistrali alla New York University e alla Columbia University. Nel 2007 ha esordito nel panorama letterario statunitense con la raccolta Totem, seguito sette anni dopo da Digest. Quest'ultima gli è valsa il Premio Pulitzer per la poesia nel 2015. Dopo aver insegnato in diverse università statunitensi – tra cui la Columbia, l'Hunter College e la George Washington University – dal 2016 insegna nella sua alma mater, la Rutgers University-Camden.

## Opere (parziale)

### Poesia
- Totem, 2007. ISBN 9780977639526
- Digest, 2014. ISBN 9781935536505

### Autobiografie
- Air Traffic: A Memoir of Ambition and Manhood in America, 2018. ISBN 978-1524731762

### Traduzioni
- Pencil of Rays and Spiked Mace, 2004. ISBN 9780973564013